# Gengångare (1981)
Gengångare (engelska: Ghost Story) är en amerikansk skräckfilm från 1981 i regi av John Irvin. Filmen är baserad på Peter Straubs roman Gengångare från 1979. I huvudrollerna ses Fred Astaire, Melvyn Douglas, Douglas Fairbanks Jr., John Houseman, Craig Wasson och  Alice Krige.

## Rollista i urval
- Fred Astaire - Ricky Hawthorne
- Melvyn Douglas - Dr. John Jaffrey
- Douglas Fairbanks Jr. - Edward Charles Wanderley
- John Houseman - Sears James
- Craig Wasson - Don / David Wanderley
- Patricia Neal - Stella Hawthorne
- Alice Krige - Eva Galli / Alma Mobley
- Jacqueline Brookes - Milly
- Miguel Fernandes - Gregory Bate
- Lance Holcomb - Fenny Bate
- Mark Chamberlin - Jaffrey som ung
- Tim Choate - Hawthorne som ung
- Kurt Johnson - Wanderley som ung
- Ken Olin - James som ung
- Brad Sullivan - sheriff Hardesty
- Michael O'Neill - Churchill
- Guy Boyd - Omar Norris
- Robin Curtis - Rea Dedham